# Montreuil-Poulay
Montreuil-Poulay è un comune francese di 412 abitanti situato nel dipartimento della Mayenne nella regione dei Paesi della Loira.

## Società

### Evoluzione demografica
Abitanti censiti